# Twisters
Pour les articles homonymes, voir Twister.
 (juillet 2018).
Si vous disposez d'ouvrages ou d'articles de référence ou si vous connaissez des sites web de qualité traitant du thème abordé ici, merci de compléter l'article en donnant les références utiles à sa vérifiabilité et en les liant à la section « Notes et références ».

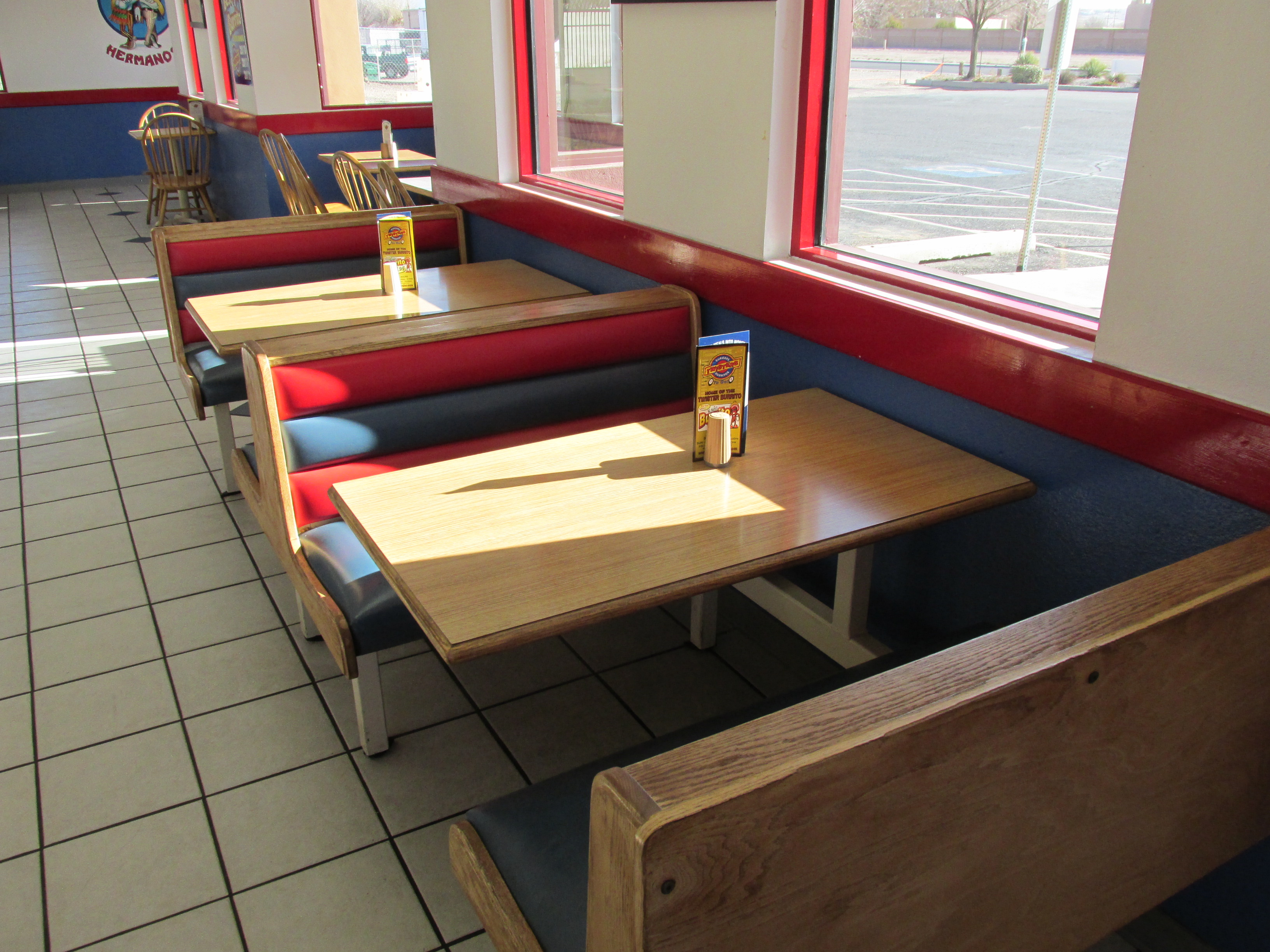
À l'intérieur Twisters, Isleta Blvd, South Valley

Twisters est une chaîne de restaurants de la cuisine néo-mexicaine de la ville d'Albuquerque, au Nouveau-Mexique, qui a été fondée en 1998

## Description
Twisters est connu pour ses cheeseburgers et burritos chili vert. Ils servent aussi d'autres produits de base du Nouveau-Mexique comme les sopapillas, les enchiladas, les bouchées de pommes frites, les tacos, les frites, le riz et les haricots.
Twisters a remporté le prix du Meilleur Burrito du magazine Best of the City The Magazine quatre fois de suite de 2010 à 2013.

## Dans la culture populaire
L'emplacement au 4 257, boulevard Isleta SW à Albuquerque est surtout connu pour son apparition dans les drames AMC Breaking Bad et Better Call Saul, comme un exutoire de la chaîne de poulet de fast food de Gus Fring, Los Pollos Hermanos. L'enseigne originale fait une brève apparition dans le film qui fait la suite de la série, El Camino.